# Apodanthera herrerae
Apodanthera herrerae är en gurkväxtart som beskrevs av Hermann August Theodor Harms. Apodanthera herrerae ingår i släktet Apodanthera och familjen gurkväxter. Inga underarter finns listade i Catalogue of Life.